# Danny Namaso
Daniel Namaso Edi-Mesumbe Loader, noto semplicemente come Danny Namaso (Reading, 28 agosto 2000), è un calciatore camerunese con cittadinanza britannica, attaccante dell' Auxerre.

## Carriera

### Club

#### Esordio al Reading
Cresciuto nel settore giovanile del Reading, ha esordito in prima squadra il 22 agosto 2017, in occasione dell'incontro di English Football League Cup vinto per 3-1 contro il Millwall. Il 24 novembre 2018 ha anche esordito in campionato, disputando l'incontro di Championship pareggiato per 0-0 contro il Wigan. Ha realizzato la sua prima rete con la squadra e in campionato il 27 aprile 2019, nell'incontro perso per 2-1 contro il Middlesbrough.

#### Passaggio al Porto
Il 20 agosto 2020 viene acquistato dal Porto, firmando un contratto biennale e venendo aggregato alla squadra riserve. Il 30 ottobre 2021 ha esordito in prima squadra, disputando l'incontro di Primeira Liga vinto per 4-1 contro il Boavista, partita nella quale va anche a segno. Con i dragoes vince um campionato portoghese (2021-2022), due Supercoppe portoghesi (2022 e 2024), una Coppa di Lega portoghese (2022-2023) e due Coppe del Portogallo (2022-2023 e 2023-2024).

#### Prestito all'Auxerre
Il 17 agosto 2025 passa in prestito all'Auxerre.

### Nazionale
Grazie alle sue origini, poteva giocare per l'Inghilterra, il Camerun e la Nigeria. Ha rappresentato le nazionali giovanili inglesi, compiendo la trafila dall'Under-16 all'Under-20.
Successivamente ha scelto di rappresentare il Camerun, nazionale delle sue origini, da cui ha ricevuto la prima convocazione il 1º ottobre 2024. Ha esordito con la selezione camerunese il 19 marzo 2025 nel pareggio esterno contro l'eSwatini (0-0).

## Statistiche

### Presenze e reti nei club
Statistiche aggiornate al 14 settembre 2022.
| Stagione        | Squadra         | Campionato      | Campionato | Campionato | Coppe nazionali | Coppe nazionali | Coppe nazionali | Coppe continentali | Coppe continentali | Coppe continentali | Altre coppe | Altre coppe | Altre coppe | Totale | Totale |
| Stagione        | Squadra         | Comp            | Pres       | Reti       | Comp            | Pres            | Reti            | Comp               | Pres               | Reti               | Comp        | Pres        | Reti        | Pres   | Reti   |
| --------------- | --------------- | --------------- | ---------- | ---------- | --------------- | --------------- | --------------- | ------------------ | ------------------ | ------------------ | ----------- | ----------- | ----------- | ------ | ------ |
| 2017-2018       | Reading         | FLC             | 0          | 0          | FACup+CdL       | 0+1             | 0               |                    | -                  | -                  |             | -           | -           | 1      | 0      |
| 2018-2019       | Reading         | FLC             | 21         | 1          | FACup+CdL       | 1+0             | 0               |                    | -                  | -                  |             | -           | -           | 22     | 1      |
| 2019-2020       | Reading         | FLC             | 7          | 0          | FACup+CdL       | 3+2             | 1+0             |                    | -                  | -                  |             | -           | -           | 12     | 1      |
| Totale Reading  | Totale Reading  | Totale Reading  | 28         | 1          |                 | 7               | 1               |                    | -                  | -                  |             | -           | -           | 35     | 2      |
| 2020-2021       | Porto B         | LdH             | 32         | 8          |                 | -               | -               |                    | -                  | -                  |             | -           | -           | 32     | 8      |
| 2021-2022       | Porto B         | LdH             | 31         | 14         |                 | -               | -               |                    | -                  | -                  |             | -           | -           | 31     | 14     |
| Totale Porto B  | Totale Porto B  | Totale Porto B  | 63         | 22         |                 | -               | -               |                    | -                  | -                  |             | -           | -           | 63     | 22     |
| 2021-2022       | Porto           | PL              | 1          | 1          | CP+CdL          | 0+1             | 0               | UCL+UEL            | 0                  | 0                  |             | -           | -           | 2      | 1      |
| 2022-2023       | Porto           | PL              | 22         | 3          | CP+CdL          | 5+5             | 3+1             | UCL                | 3                  | 0                  | SP          | 1           | 0           | 36     | 7      |
| 2023-2024       | Porto           | PL              | 16         | 1          | CP+CdL          | 5+1             | 1+0             | UCL                | 3                  | 0                  | SP          | 1           | 0           | 26     | 2      |
| 2024-2025       | Porto           | PL              | 19         | 3          | CP+CdL          | 2+1             | 0+0             | UEL                | 8                  | 1                  | SP          | 1           | 0           | 31     | 4      |
| Totale Porto    | Totale Porto    | Totale Porto    | 58         | 8          |                 | 20              | 5               |                    | 14                 | 1                  |             | 3           | 0           | 95     | 14     |
| Totale carriera | Totale carriera | Totale carriera | 149        | 31         |                 | 27              | 6               |                    | 14                 | 1                  |             | 3           | 0           | 193    | 38     |

### Cronologia presenze e reti in nazionale
| Cronologia completa delle presenze e delle reti in nazionale ― Camerun | Cronologia completa delle presenze e delle reti in nazionale ― Camerun | Cronologia completa delle presenze e delle reti in nazionale ― Camerun | Cronologia completa delle presenze e delle reti in nazionale ― Camerun | Cronologia completa delle presenze e delle reti in nazionale ― Camerun | Cronologia completa delle presenze e delle reti in nazionale ― Camerun | Cronologia completa delle presenze e delle reti in nazionale ― Camerun | Cronologia completa delle presenze e delle reti in nazionale ― Camerun |
| Data                                                                   | Città                                                                  | In casa                                                                | Risultato                                                              | Ospiti                                                                 | Competizione                                                           | Reti                                                                   | Note                                                                   |
| ---------------------------------------------------------------------- | ---------------------------------------------------------------------- | ---------------------------------------------------------------------- | ---------------------------------------------------------------------- | ---------------------------------------------------------------------- | ---------------------------------------------------------------------- | ---------------------------------------------------------------------- | ---------------------------------------------------------------------- |
| 19-3-2025                                                              | Nelspruit                                                              | eSwatini                                                               | 0 – 0                                                                  | Camerun                                                                | Qual. Mondiali 2026                                                    | -                                                                      | 46’                                                                    |
| 25-3-2025                                                              | Douala                                                                 | Camerun                                                                | 3 – 1                                                                  | Libia                                                                  | Qual. Mondiali 2026                                                    | -                                                                      | 73’                                                                    |
| Totale                                                                 |                                                                        | Presenze                                                               | 2                                                                      |                                                                        | Reti                                                                   | 0                                                                      |                                                                        |

## Palmarès

### Club

#### Competizioni nazionali
- Campionato portoghese: 1

Porto: 2021-2022
- Supercoppa di Portogallo: 2

Porto: 2022, 2024
- Coppa di Lega portoghese: 1

Porto: 2022-2023
- Coppa del Portogallo: 2

Porto: 2022-2023, 2023-2024